# Armando Tobar
Pour les articles homonymes, voir Tobar (homonymie).
Armando Segundo Tobar Vargas (né le 7 juin 1938 à Viña del Mar (région de Valparaiso) et mort le 18 novembre 2016 dans la même ville) est un joueur de football international chilien qui évoluait au poste d'attaquant.

## Biographie

### Carrière en sélection
Avec l'équipe du Chili, Armando Tobar dispute 33 matchs (pour aucun but inscrit) entre 1959 et 1967. 
Il figure notamment dans le groupe des sélectionnés lors des coupe du monde de 1962 et de 1966. Il dispute 4 matchs lors du mondial 1962 et un lors du mondial 1966.